# アントニオ・アンダーソン (野球)
アントニオ・アンダーソン（Antonio Anderson, 2005年6月28日 - ）は、アメリカ合衆国ジョージア州アトランタ出身の野球選手（遊撃手）。右投両打。